# Dvorsko ratno vijeće
Dvorsko ratno vijeće (njem. Hofkriegsrat) osnovano je 1556. u Beču kao središnje vojno nadleštvo za sve habsburške zemlje. Naravno, tome su se protivili ugarski i hrvatski staleži, jer su palatin u Ugarskoj i ban u Hrvatskoj time ustvari izgubili vrhovno vojno zapovjedništvo. Oni su tek 1715. na zajedničkom saboru u Požunu priznali da se država ne može braniti samo insurekcijskom vojskom, nego da je za to potrebna i stalna stajaća vojska. Time su se staleži ustvari podredili Dvorskom ratnom vijeću, jer je upravo ono bilo nadležno za stajaću vojsku. 
Dvorsko ratno vijeće imalo je tri odjela: 
- militare iudiciale (pravosudni poslovi),
- militare publico-politicum (opća uprava) i
- militare oeconomicum (financijska uprava).

Rudolf II. povjerio je 1578. Hrvatsko-slavonsku vojnu krajinu u upravu svome stricu nadvojvodi Karlu, vladaru unutrašnjoaustrijskih zemalja i osnovao Dvorsko ratno vijeće u Grazu. Ono je na tom području preuzelo ne samo vojnu, nego i financijsku i sudsku upravu, čime je to područje izuzeto od vlasti bana i Sabora. Dvorsko ratno vijeće u Grazu ukinuo je Josip I. 1705. na nagovor princa Eugena Savojskog, ali je carsko rješenje provedeno tek 1709. Sve vojne poslove Habsburške Monarhije ponovo je preuzelo Dvorsko ratno vijeće u Beču. Ono je ukinuto 1848. kada je u Beču osnovano vojno ministarstvo. 

## Predsjednici
Predsjednici Vijeća su bili:
1. Ritter Ehrenreich von Königsberg 1556. – 1560.
2. Gebhard Freiherr von Welzer 1560. – 1566.
3. Georg Teufel, Freiherr von Guntersdorf 1566. – 1578.
4. Wilhelm Freiherr von Hofkirchen 1578. – 1584.
5. David Ungnad, Freiherr von Weißenwolf 1584. – 1599.
6. Melchior Freiherr von Redern 1599. – 1600.
7. Karl Ludwig Graf Sulz 1600. – 1610.
8. Hans Freiherr von Mollard 1610. – 1619.
9. Ritter Johann Kaspar von Stadion 1619. – 1624.
10. Rambold XIII. von Collalto 1624. – 1630.
11. Hans Christoph Freiherr von Löbel 1630. – 1632.
12. Heinrich Graf Schlick 1649. – 1665.
13. Wenzel Fürst Lobkowitz, Herzog von Sagan 1649. – 1665.
14. Annibale (Hannibal) Fürst Gonzaga 1665. – 1668.
15. Raimondo Montecuccoli 1668. – 1681.
16. Herrmann Markgraf von Baden 1681. – 1691.
17. Ernst Rüdiger von Starhemberg 1692. – 1701.
18. Heinrich Graf Mansfeld, Fürst von Fondi 1701. – 1703.
19. Eugen Savojski 1703. – 1736.
20. Dominik von Königsegg-Rothenfels 1736. – 1738.
21. Johann Philipp Graf Harrach 1738. – 1761.
22. Leopold Graf Daun 1762. – 1766.
23. Franz Moritz Graf Lacy 1766. – 1774.
24. Andreas Graf Hadik von Futak 1774. – 1790.
25. Michael Joseph Graf Wallis 1791. – 1796.
26. Ferdinand Graf Tige 1796. – 1801.
27. Erzherzog Carl von Österreich 1801. – 1809.
28. Heinrich Graf Bellegarde 1809. – 1813.
29. Karl Philipp Fürst zu Schwarzenberg 1814. – 1820.
30. Heinrich von Bellegarde 1820. – 1825.
31. Friedrich Prinz von Hohenzollern-Hechingen 1825. – 1830.
32. Ignaz Graf Gyulay 1830. – 1831.
33. Ignaz Graf Hardegg 1831. – 1848.